# モンタナ (ブルガリア)
座標: 北緯43度25分 東経23度14分 / 北緯43.417度 東経23.233度

モンタナ
Монтана

モンタナ ブルガリア内のモンタナの位置

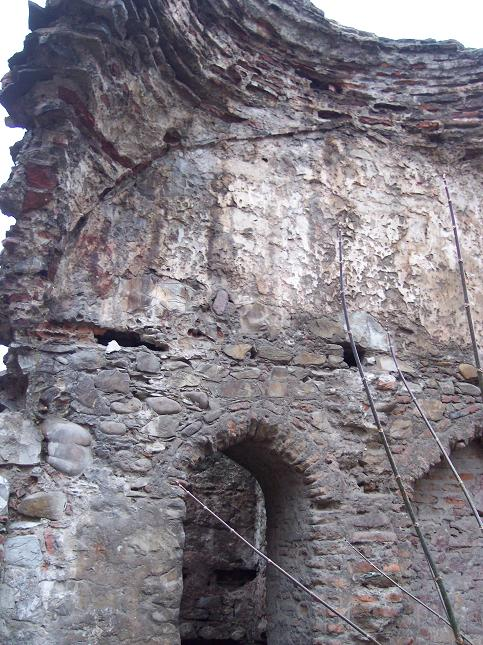
モンタナ市にあるオスマン帝国統治時代のハマム跡。

モンタナ（ブルガリア語:Монта̀на / Montana）は、はブルガリア北西部の町、およびそれを中心とした基礎自治体。モンタナ州に属し、その州都である。ドナウ川から南に50キロメートル、ヴラツァから北西に40キロメートル、セルビアとの国境から東に30キロメートルのところに位置している。

## 地理
モンタナはオゴスタ川（Огоста / Ogosta）沿いにあり、バルカン山脈の北側にある。西と南は高地に囲まれている。
町の気候は大陸性であり、夏は暑く、冬は寒い。1月の平均気温は摂氏-2度であり、7月の平均気温は摂氏25度である。20世紀末から21世紀初頭にかけて、夏に気温が摂氏35度から40度に達するようなことはまれである。

## 歴史

### ローマ時代
モンタナ周辺の地方は、紀元前29年にローマ帝国の属州である上モエシアとなった。紀元後160年ごろ、かつてトラキア人の集落のあった跡地に帝国の軍事拠点が築かれ、モンタネンシウム（Municipio Montanensium）として都市格を得た。町はその後ローマ様式での開発と都市化が進められ、この地方ではラキアリア（Raciaria、後のアルチャル Арчар / Archar）に次いで重要な都市となった。モンタナを眺める丘の上に要塞が築かれ、また、公共施設、住宅、浴場、劇場などが整備された。モンタナは典型的なローマ都市となり、ローマ化された地元住民が、イタリア系、アナトリア系の住民と共存していた。町の経済の基盤は、イタリア系の大地主とその所有している別荘や邸宅であり、地元民たちは、農産物やオゴスタ川渓谷の黄金を売買した。このころ、ギリシャ系の住民も町に住み、職人や金融に従事していた。モンタナのギリシャ化のもとでは、町の守護者はディアナとアポロであった。

### 中世
440年から490年にかけて、ブルガリア北西部ではアッティラ率いるフン族や、ゴート族による破壊を受けた。スラヴ人やアヴァール人の侵入は、この地域に残るギリシャ・ローマ文明に完全に終わりをもたらした。スラヴ人はこの地に定住し、この地をクトロヴィツァ（Кутловица / Kutlovitsa）と呼んだ。第一次ブルガリア帝国および第二次ブルガリア帝国の時代、町は復興され、地方の中心都市となった。

### オスマン帝国統治時代
クトロヴィツァがオスマン帝国に征服されてからは、町は破壊され、壊滅した。1450年から1688年にかけて、町にはトルコ人が再入植した。この場所は戦略的拠点となり、典型的なオリエント風の町として繁栄した。1つのモスク、要塞、そのほかに多くの建造物が作られた。トルコ人らは、1688年にチプロフツィでおきたチプロフツィ蜂起を鎮圧し、町はトルコ人の地域としての性格を確たるものとした。中世の間放置されてきた古代のローマ浴場もあった。

### 近現代
ブルガリア解放以降、クトロヴィツァには多くの人々が移住し、経済的に繁栄した。変電所、鉄道駅、郵便局、病院が設置され、市やチタリシテも開設された。

#### 呼称
クトロヴィツァは1890年にブルガリア大公フェルディナントにちなんでフェルディナンド（Фердинанд / Ferdinand）と名づけられた。1945年、共産主義体制となると、町の名前は、共産主義活動家のフリスト・ミハイロフ（Христо Михайлов / Hristo Mihaylov）の名をとってフリスト・ミハイロフと改称された。翌年にはミハイロヴグラト（Михайловград  / Mihaylovgrad）に再改称された。共産主義体制が崩壊した後の1993年、町は、古代ローマ時代の呼称にちなんでモンタナへと改称された。

## 姉妹都市
- バンスカー・ビストリツァ、スロバキア
- ジトーミル、ウクライナ
- Schmalkalden、ドイツ
- ピロト、セルビア
- Salvatierra/Agurain、スペイン
- ジェルジンスキー、ロシア[1]

## モンタナにちなむ呼称
南極大陸のサウス・シェトランド諸島、リヴィングストン島にあるモンタナ崖（Montana Bluff）は、モンタナにちなんで命名されている。

## 画像
- 聖キュリロスとメトディオス聖堂。
- バス・ターミナル
- 戦没者のためのモニュメント
- 噴水

## 町村
モンタナ基礎自治体（Община Монтана）には、その中心であるモンタナをはじめ、以下の町村（集落）が存在している。
| - Безденица - Белотинци - Благово\| - Винище - Вирове - Войници - Габровница\| - Горна Вереница - Горно Церовене - Доктор Йосифово - Долна Вереница - Долна Рикса | - Долно Белотинци - Клисурица - Крапчене - Липен - Монтана - Николово\| - Славотин - Смоляновци - Стубел - Студено буче - Сумер - Трифоново |